# Jefferson County, Kentucky
Jefferson County är ett administrativt område i delstaten Kentucky, USA, med 741 096 invånare. Den administrativa huvudorten (county seat) är Louisville.

## Geografi
Enligt United States Census Bureau har countyt en total area på 1 032 km². 997 km² av den arean är land och 35 km² är vatten.

### Angränsande countyn
- Bullitt County - syd
- Shelby County - öst
- Oldham County - nordost
- Spencer County - sydost
- Hardin County - sydväst
- Clark County, Indiana - nord
- Harrison County, Indiana - väst
- Floyd County, Indiana - nordväst

### Orter
- Anchorage
- Audubon Park
- Bancroft
- Barbourmeade
- Beechwood Village
- Bellemeade
- Bellewood
- Blue Ridge Manor
- Briarwood
- Broeck Pointe
- Brownsboro Farm
- Brownsboro Village
- Cambridge
- Coldstream
- Creekside
- Crossgate
- Douglass Hills
- Druid Hills
- Fincastle
- Forest Hills
- Glenview
- Glenview Hills
- Glenview Manor
- Goose Creek
- Graymoor-Devondale
- Green Spring
- Heritage Creek
- Hickory Hill
- Hills and Dales
- Hollow Creek
- Hollyvilla
- Houston Acres
- Hurstbourne
- Hurstbourne Acres
- Indian Hills
- Jeffersontown
- Kingsley
- Langdon Place
- Lincolnshire
- Louisville (huvudort)
- Lyndon
- Lynnview
- Manor Creek
- Maryhill Estates
- Meadow Vale
- Meadowbrook Farm
- Meadowview Estates
- Middletown
- Mockingbird Valley
- Moorland
- Murray Hill
- Norbourne Estates
- Northfield
- Norwood
- Old Brownsboro Place
- Parkway Village
- Plantation
- Poplar Hills
- Prospect (delvis i Oldham County)
- Richlawn
- Riverwood
- Rolling Fields
- Rolling Hills
- St. Matthews
- St. Regis Park
- Seneca Gardens
- Shively
- Spring Mill
- Spring Valley
- Strathmoor Manor
- Strathmoor Village
- Sycamore
- Thornhill
- Watterson Park
- Wellington
- West Buechel
- Westwood
- Wildwood
- Windy Hills
- Woodland Hills
- Woodlawn Park
- Worthington Hills